# Hyleas Fountain
Hyleas Fountain (Columbus, 14 januari 1981) is een Amerikaanse atlete, die zich heeft toegelegd op de meerkamp. Zij nam tweemaal deel aan de Olympische Spelen en veroverde bij die gelegenheid een zilveren medaille.

## Loopbaan
Haar eerste aansprekende persoonlijke record op de zevenkamp van 6502 punten behaalde ze in 2005 in Götzis. Inmiddels heeft zij haar beste puntentotaal in drie jaar tijd bijgesteld tot 6667.
Op de wereldkampioenschappen in 2005 in Helsinki werd Hyleas Fountain twaalfde op de zevenkamp met 6055 punten. Een jaar later eindigde zij op het WK indoor in Moskou als achtste op de vijfkamp met 4205 punten.
Haar PR-score van 6667 punten behaalde zij in 2008 tijdens de Amerikaanse Trials in Eugene, waarmee zij zich kwalificeerde voor deelname aan de Olympische Spelen van 2008 in Peking. Hier werd ze aanvankelijk derde op de zevenkamp, maar doordat de als tweede geëindigde Oekraïense Ljoedmila Blonska bij een dopingtest positief was bevonden op het gebruik van anabole steroïden, kon die na enkele dagen haar zilveren medaille alweer inleveren, welke vervolgens naar Hyleas Fountain ging. Met haar score van 6619 kwam de Amerikaanse ruim 110 punten tekort op de nieuwe olympische kampioene, Natalja Dobrynska.
In 2009 leek ze zich tijdens de Amerikaanse kampioenschappen moeiteloos te kwalificeren voor de wereldkampioenschappen in Berlijn, totdat ze een nekblessure opliep tijdens het hoogspringen, die vervolgens verergerde bij het verspringen. Deze schakelde haar voor de rest van het seizoen uit.
Een goed herstelde Fountain deed het jaar erop bij de wereldindoorkampioenschappen in Doha op de vijfkamp echter weer volop mee, scoorde diverse persoonlijke records en had achter de ongrijpbare Jessica Ennis zicht op een van de twee overige medailles, totdat zij in de laatste ronde van het laatste nummer, de 800 m, te veel achterop raakte en de eer moest laten aan Natalja Dobrynska en Tatjana Tsjernova, hetzelfde tweetal waarmee zij anderhalf jaar eerder in Peking om de medailles had gestreden. Alleen was daar toen Jessica Ennis vanwege een blessure niet bij. Hyleas Fountain moest genoegen nemen met de vierde plaats en een persoonlijk recordscore van 4753 punten, een evenaring van het record voor Noord- en Midden-Amerika van haar landgenote DeDee Nathan uit 1999. Jaren later werd haar prestatie alsnog opgewaardeerd naar een derde plaats, doordat de Russische Tsjernova na hertests van bewaarde urinemonsters de dopingregels bleek te hebben overtreden en met terugwerkende kracht werd geschorst.

## Titels
- Amerikaans kampioene zevenkamp - 2005
- Amerikaans indoorkampioene vijfkamp - 2005
- Amerikaans indoorkampioene verspringen - 2008
- NCAA kampioene zevenkamp - 2003
- NCAA kampioene verspringen - 2004
- NCAA indoorkampioene verspringen - 2004
- NCAA indoorkampioene vijfkamp - 2004

## Persoonlijke records
Outdoor
| Onderdeel          | Prestatie | Datum             | Plaats     |
| ------------------ | --------- | ----------------- | ---------- |
| 200 m              | 23,21 s   | 15 augustus 2008  | Peking     |
| 800 m              | 2.15,32   | 14 september 2008 | Talence    |
| 100 m horden       | 12,78 s   | 15 augustus 2008  | Peking     |
| hoogspringen       | 1,90 m    | 25 juni 2010      | Des Moines |
| verspringen        | 6,89 m    | 15 juli 2009      | Luzern     |
| hink-stap-springen | 13,40 m   | 16 mei 2004       | Oxford     |
| kogelstoten        | 13,81 m   | 28 juni 2008      | Eugene     |
| speerwerpen        | 48,15 m   | 28 juni 2008      | Eugene     |
| zevenkamp          | 6735 p    | 26 juni 2010      | Des Moines |

Indoor
| Onderdeel    | Prestatie   | Datum            | Plaats       |
| ------------ | ----------- | ---------------- | ------------ |
| 60 m         | 7,59 s      | 22 januari 2005  | Johnson City |
| 800 m        | 2.21,02     | 13 maart 2010    | Doha         |
| 55 m horden  | 7,61 s      | 12 februari 2005 | Blankenburg  |
| 60 m horden  | 7,98 s      | 1 maart 2009     | Boston       |
| hoogspringen | 1,87 m      | 13 maart 2010    | Doha         |
| verspringen  | 6,70 m      | 28 februari 2010 | Albuquerque  |
| kogelstoten  | 14,06 m     | 13 maart 2010    | Doha         |
| vijfkamp     | 4753 p (AR) | 13 maart 2010    | Doha         |

## Palmares

### verspringen
Diamond League-podiumplekken
- 2010:  Aviva London Grand Prix – 6,57 m

### vijfkamp
- 2006: 8e WK indoor - 4205 p
- 2010:  WK indoor - 4753 p (AR) (na DQ Tsjernova)

### zevenkamp
- 2005: 12e WK - 6055 p
- 2007: DNF WK
- 2008:  OS - 6619 p
- 2008:  IAAF World Combined Events Challenge - 19759 p
- 2011: 25e WK - 5611 p
- 2012: DNF OS